# 尼科利斯基 (列宁格勒州)
尼科利斯基（羅馬化：Nikolʹskiy）是俄罗斯列宁格勒州的市级镇，属波德波罗日耶区，地处列宁格勒州东北部，位于区行政中心波德波罗日耶西侧，在州府圣彼得堡及加特契纳东北方，靠近该州与卡累利阿共和国的边界。奥涅加湖与拉多加湖之间的斯维里河流经该地。
1949年设工人村（市级镇）。该地2021年人口有2,691人；2010年人口2,989；2002年人口2,931；1989年人口2,953。